# Anemesia koponeni
Espèce
Anemesia koponeni est une espèce d'araignées mygalomorphes de la famille des Cyrtaucheniidae.

## Distribution
Cette espèce est endémique du Khorasan méridional en Iran.

## Description
Le mâle holotype mesure 15,2 mm

## Étymologie
Cette espèce est nommée en l'honneur de Seppo Koponen.

## Publication originale
- Marusik, Zamani & Mirshamsi, 2014 : Three new species of mygalomorph and filistatid spiders from Iran (Araneae, Cyrtaucheniidae, Nemesiidae and Filistatidae). ZooKeys, no 463, p. 1-10 (texte intégral).